# Telescopio Heinrich Hertz
El telescopio submilimétrico (SMT), anteriormente conocido como el telescopio submilimétrico Heinrich Hertz, es un radiotelescopio de longitud de onda submilimétrica ubicado en el Monte Graham, Arizona. Es un plato parabólico de 10 metros de diámetro situado dentro de un edificio para protegerlo del mal tiempo. Las puertas delanteras y el techo del edificio se abren cuando el telescopio está en uso. Se terminó de construir en 1993. Junto con el Telescopio de 12 metros en Kitt Peak, este telescopio es mantenido por el Radio Observatorio de Arizona, una división del Observatorio Steward en la Universidad de Arizona.
La sequedad del aire alrededor y por encima del monte Graham es particularmente importante para la recepción de señales de EFH (radio de longitud de onda extremadamente corta) y para observaciones de infrarrojo lejano, una región del espectro donde las ondas electromagnéticas son fuertemente atenuadas por cualquier vapor de agua o nubes en el aire.
Este telescopio se usa entre nueve y diez meses al año, y se guarda solo cuando hay demasiado vapor de agua en la atmósfera, principalmente durante el verano. Es uno de los telescopios que conforman el Observatorio Internacional del Monte Graham.